# Anna Rosa Döller

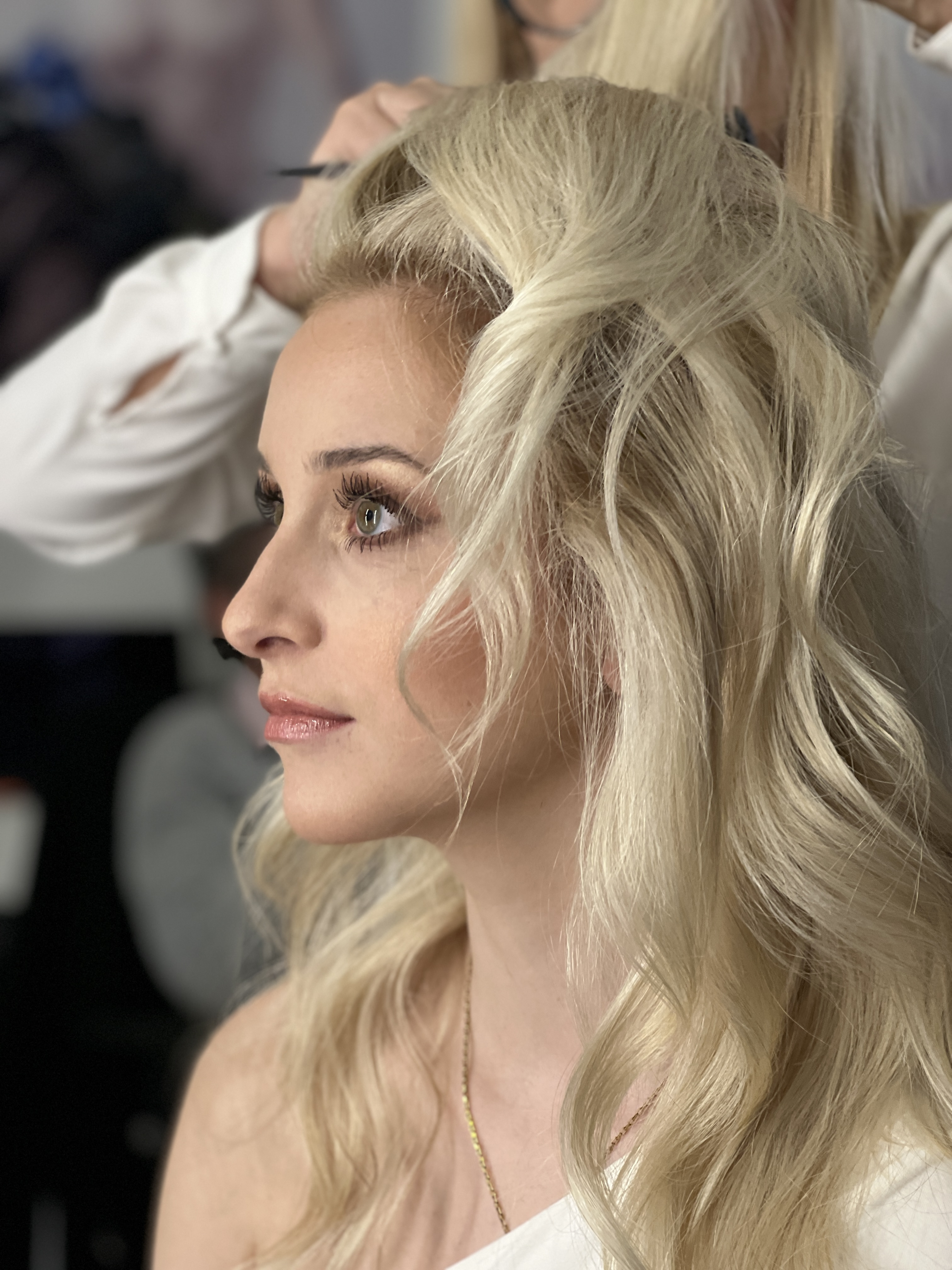
Anna Rosa Döller (2024)

Anna Rosa Döller (* 2002 in Neunkirchen (Niederösterreich)) ist eine österreichische Musicaldarstellerin.

## Leben

### Ausbildung
Anna Rosa Döller ist in Ternitz aufgewachsen, wo sie früh mit einer Klavier- und Gesangsausbildung begann. Nach der Matura am Bundesoberstufenrealgymnasium Wiener Neustadt studierte sie an der Performing Academy Wien mit Diplomabschluss im Juni 2023.

### Künstlerische Laufbahn
Den ersten großen Auftritt hatte sie im Alter von 13 Jahren, als sie mit der Ternitzer Musical School Kulturreif bei der ORF-Show Die große Chance der Chöre teilnahm. Des Weiteren verkörperte sie 2018 Velma von Tussle in Hairspray im Stadttheater Wiener Neustadt und war 2019 in Urinetown als Freya von Mehrwert in Ternitz und in Lafnitz zu sehen.
Dem größeren Publikum ist sie aber bekannt als Sophie im Musical Mamma Mia!, wo sie im Sommer 2023 bei den Seefestspielen Mörbisch neben Bettina Mönch und Lukas Perman unter der Intendanz von Alfons Haider auf der Bühne stand. Aufgrund des großen Erfolges spielte sie im Sommer 2024 neben Mark Seibert die Hauptrolle der Eliza Doolittle in My Fair Lady.
Im Frühjahr 2024 hatte sie ein Engagement im Stadttheater Klagenfurt in La Cage Aux Folles als Anne Dindon, bevor sie für die Spielzeit 2024/2025 im Salzburger Landestheater fixes Mitglied des Solisten-Ensembles wurde. Dort war sie unter anderem in der Hauptrolle der Anna Maier in der Welturaufführung Skiverliebt - Zwei Bretteln, die die Welt bedeuten zu sehen.
Im Sommer 2025 ist sie erneut bei den Seefestspielen Mörbisch als Stephanie Mangano in Saturday Night Fever zu sehen. Für die Spielzeit 2025/2026 wurde Anna Rosa Döller von Andreas Gergen als Ensemble-Mitglied der Bühne Baden präsentiert. Unter anderem ist sie bei der österreichischen Erstaufführung von Wicked zu sehen.

## Engagements und Repertoire (Auswahl)
- 2018: Velma von Tussle in Hairspray, Stadttheater Wiener Neustadt
- 2018: Freya von Mehrwert in Urinetown, Ternitz und Lafnitz
- 2023: Sophie in Mamma Mia!, Seefestspiele Mörbisch
- 2024: Anne Dindon in La Cage Aux Folles, Stadttheater Klagenfurt
- 2024: Eliza Doolittle in My Fair Lady, Seefestspiele Mörbisch
- 2024: Gerda in Die Schneekönigin, Salzburger Landestheater
- 2025: Columbia in The Rocky Horror Show, Salzburger Landestheater
- 2025: Anna Maier in Skiverliebt, Salzburger Landestheater
- 2025: Eva in Hin und Her, Salzburger Landestheater